# Palacio de Vaux-le-Vicomte

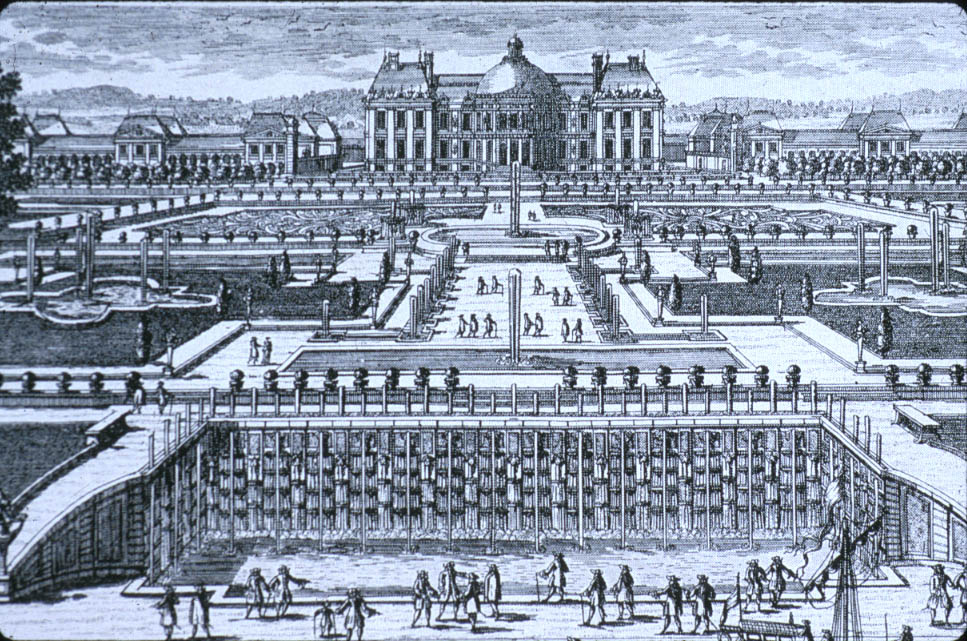
Grabado antiguo del palacio de Vaux-le-Vicomte y sus jardines.

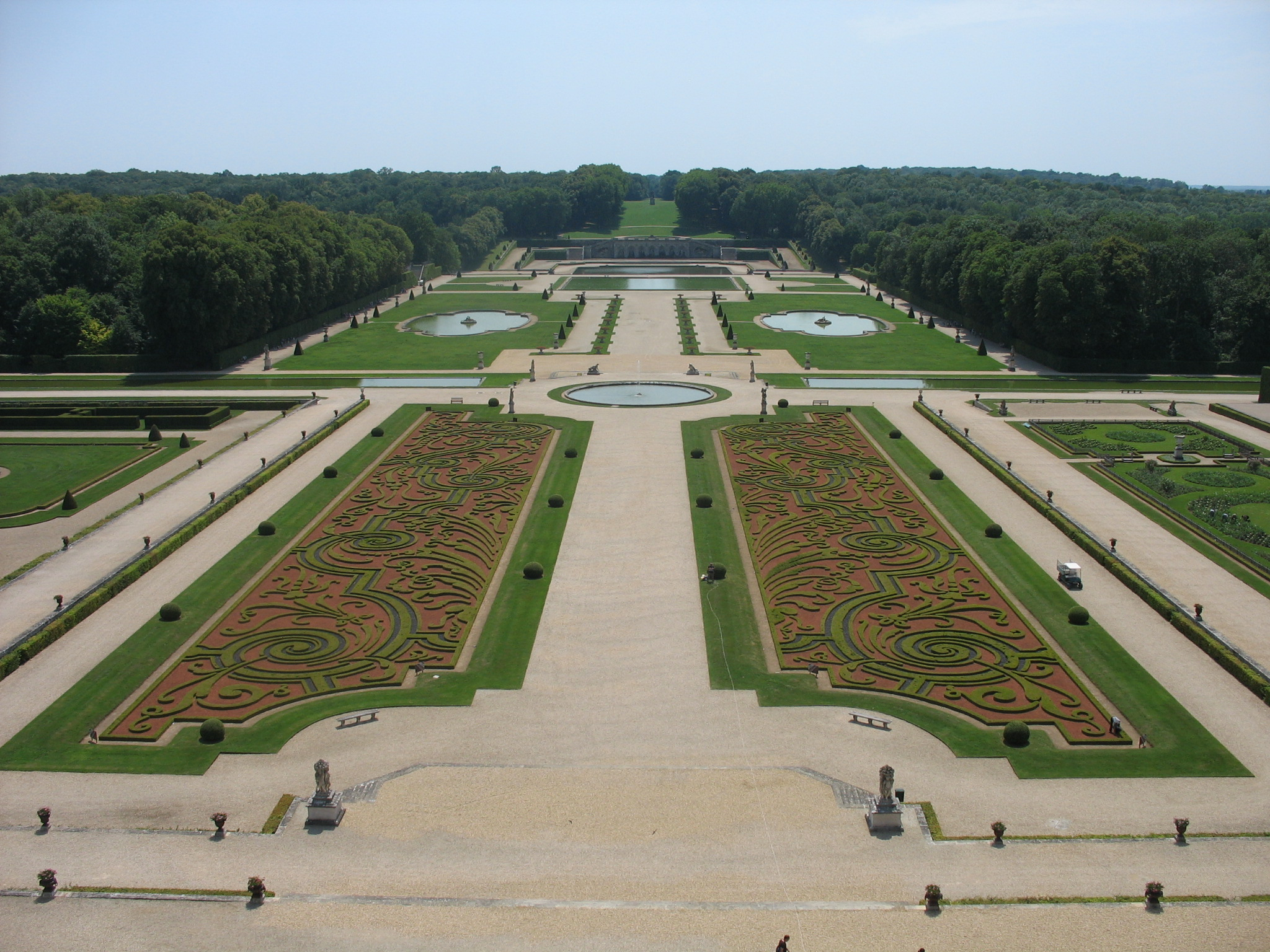
Los jardines.

El Palacio de Vaux-le-Vicomte, está ubicado junto a la ciudad francesa de Maincy (departamento de Seine-et-Marne) es un palacio de estilo barroco del siglo XVII (1658-1661), construido para el intendente de finanzas de Luis XIV, Nicolás Fouquet que contrató a los mejores artistas de la época para construir su palacio: el arquitecto Luis Le Vau, el pintor Charles Le Brun y el paisajista André Le Nôtre.
El éxito de dicho palacio molestó de tal modo a Luis XIV que provocó la caída de Nicolás Fouquet y todo el equipo que había participado en su construcción fue contratado para la realización del Palacio de Versalles.
El palacio es, en la actualidad, la mayor propiedad privada clasificada como Monument historique, obra maestra del arte francés del siglo XVII.

## Historia
El 1 de febrero de 1641, Nicolás Fouquet, relator del Consejo de Estado, que acababa de heredar de su padre, adquirió el señorío de Vaux y su palacio. Poco después heredó de su primera esposa y, en 1651, se casó de nuevo con Marie-Madeleine de Castille, antes de ser nombrado, en 1655, intendente de finanzas. Poseedor de una fortuna considerable, Fouquet confió al arquitecto Luis Le Vau y al contratista Michel Villedo la construcción, en Vaux (1656), de un nuevo palacio.

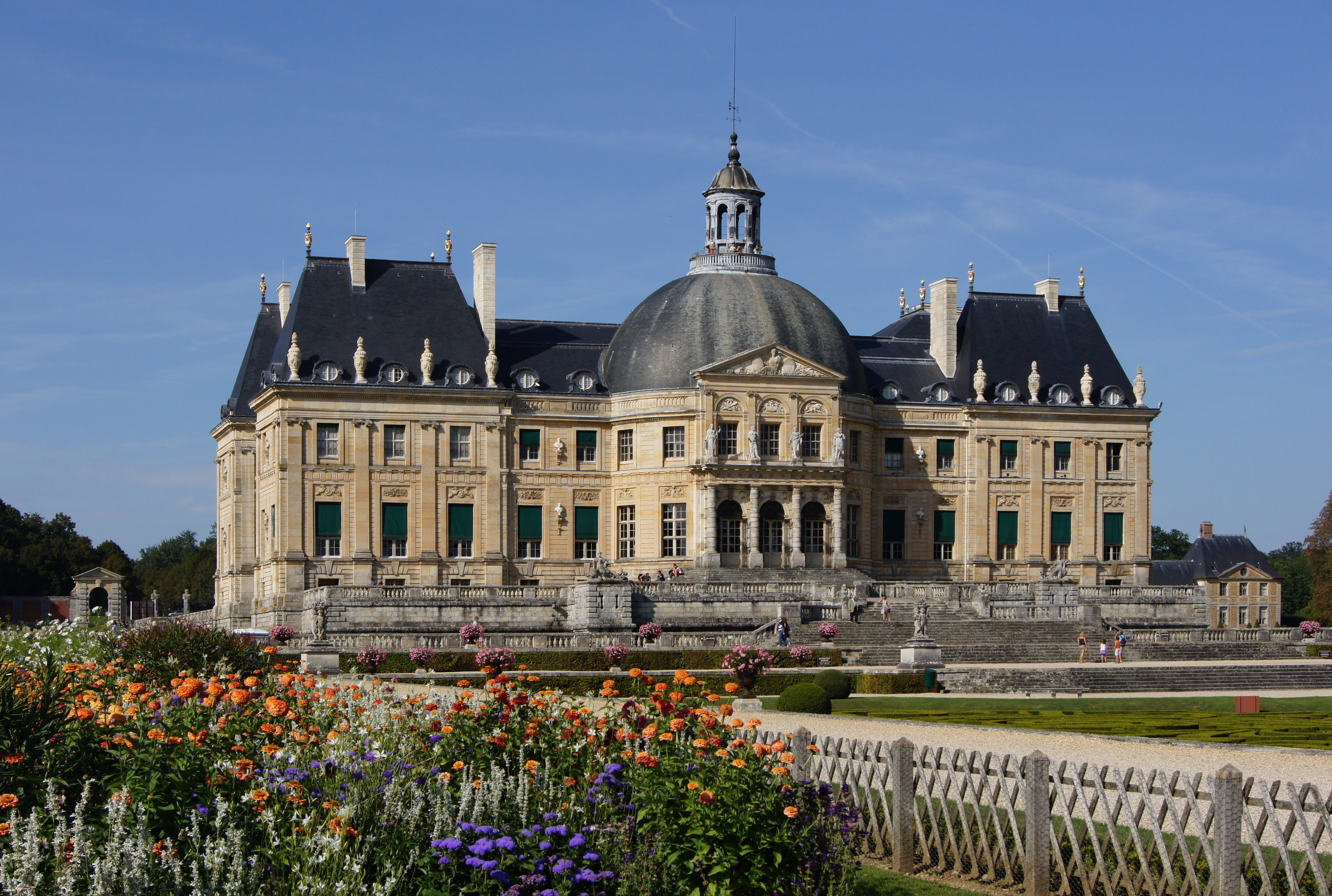
Palacio de Vaux-le-Vicomte.

La construcción progresó rápidamente. De 1653 a 1654, las primeras obras de la conducción del agua al parque y el patio del palacio se habían concluido. En 1655, el pequeño canal, las fuentes, algunos arriates y la gran terraza quedaron instalados en el parque. En 1656, el arquitecto Daniel Gittard puso los cimientos del palacio, que concluyeron 2 de agosto de 1656.
El palacio se construyó con piedra blanca de Creil, en tanto que las dependencias del mismo se hicieron con ladrillos. En 1657 se terminaron las obras de albañilería y carpintería. El tejado se terminó en 1658 y se empezó el interior del palacio.
Desde septiembre de 1658, el pintor Charles Le Brun se instaló en el palacio. Se recibieron las visitas del Cardenal Mazarino el 25 de junio de 1659, de Luis XIV, de la Reina madre y de Monsieur el 14 de julio. El 10 de julio de 1660, Luis XIV y María Teresa se hospedan en él. El 12 de julio de 1661, Fouquet, dio una fiesta en honor de la Reina de Inglaterra y, el 17 de agosto, se celebró otra en honor de Luis XIV. Esta fiesta, concretamente, tuvo un gran esplendor: espectáculos en los que se utilizaron las últimas técnicas del momento, representaciones teatrales (La Preciosas ridículas, de Molière), fuegos artificiales…el programa de festejos fue tan llamativo que provocó la envidia de Luis XIV, azuzada por las insinuaciones de Colbert de que tanto fasto debía provenir de la malversación de fondos públicos, que destituyó a Fouquet de su cargo y, el 5 de septiembre, después de la fiesta, el rey ordenó su arresto.
Tras el arresto de Fouquet el palacio fue precintado. El mobiliario se vendió, gran parte del mismo fue adquirido por Luis XIV. Las tapicerías que habían puesto Maincy y Le Vau fueron llevadas a Gobelins. Los artistas que habían trabajado en el palacio fueron contratados para trabajar en Versalles. Pero el edificio no fue derribado.
En 1673, los herederos de Fouquet (muerto en prisión) tomaron posesión del señorío y lo cedieron, en 1705, al mariscal de Villars que pasó a ser propietario del palacio durante 60 años. Sus hijos lo vendieron después.
El palacio pasó a ser propiedad de la familia del duque de Praslin, desde 1764 a 1875, sin que se hicieran reformas en él. Durante la Revolución francesa, la duquesa de Praslin pudo salvar el palacio poniéndolo bajo la protección de la Comuna de las artes. En 1842, Luis Visconti y François Hippolyte Destailleur iniciaron la restauración del palacio.
En 1875, Alfred Sommier, industrial azucarero, compró el palacio y lo hizo restaurar por Gabriel-Hippolyte Destailleur, los jardines fueron reformados por los paisajistas Lainé y Achille Duchêne. En 1908, tras el fallecimiento de Alfred Sommier, el palacio y el jardín volvieron a su estado original. El propietario actual, el conde Patrice de Vogüé, es el nieto de Alfred Sommier.
El palacio y los jardines a la francesa fueron declarados monumentos históricos en 1939. En 1944, también fueron declarados como tales los muebles y numerosos objetos. Por último, en 1965, todo el conjunto de 450 hectáreas quedó clasificado como monumento histórico.
En 1968, el palacio y el parque fueron abiertos al público.

## El salón oval

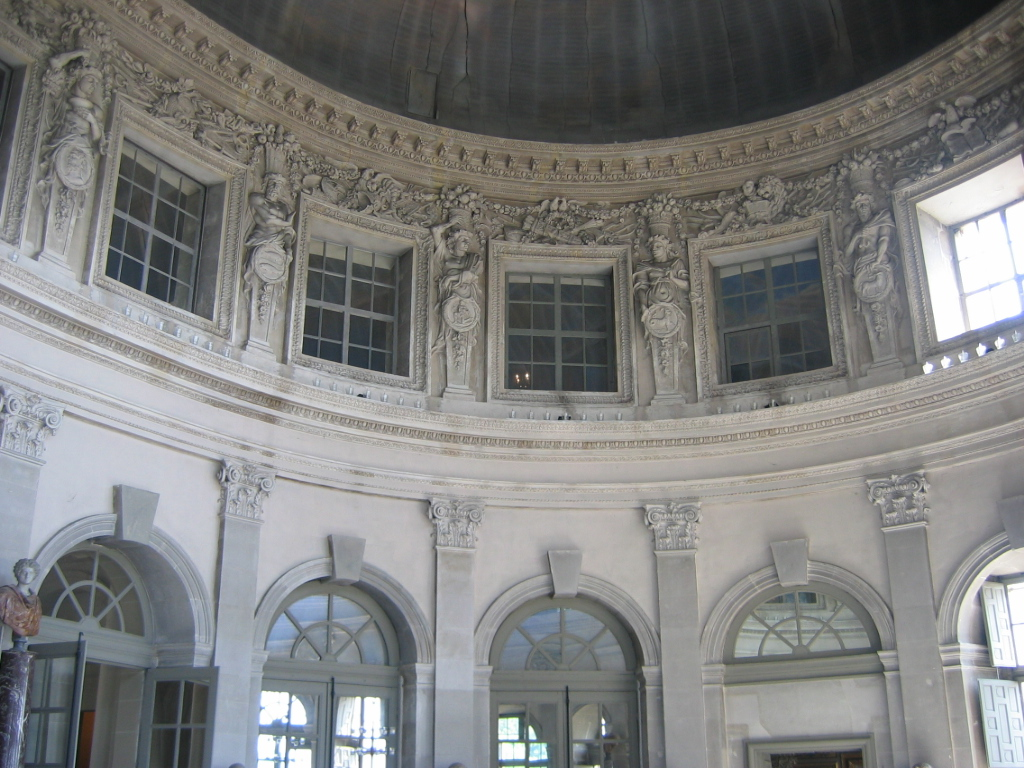
El Salón Oval.

El salón oval del palacio de Vaux-le-Vicomte es una pieza única en la historia de la arquitectura francesa, mide 19 m de largo y 18 de ancho. En él se hacen las recepciones y se celebran las fiestas de Vaux.
El plafón, pintado por Charles Le Brun, tenía que decorar el palacio del Sol, representando el astro solar con el emblema de Nicolás Fouquet, la ardilla. Pero no se llevó a cabo.
La cúpula está sostenida por 16 cariátides esculpidas por François Girardon. Doce de ellas llevan los signos del zodíaco y las otras cuatro los símbolos de las cuatro estaciones. El sol está realizado con piedra blanca y pizarra en el centro del cuadrante solar.
La pieza está decorada con cuatro bustos de personajes romanos: Octavia, hermana de Augusto, Británico, Octavia, esposa de Nerón y Adriano. Otros doce bustos romanos esculpidos en Florencia en el siglo XVII, decoran la estancia.

## La avenida de los Plátanos
La llegada al palacio se realiza por una avenida de 257 plátanos. Las dos hileras de árboles están muy próximas, tan solo las separan 6 metros por lo que, al juntarse las ramas de ambas líneas, se provoca un efecto de túnel impresionante. La avenida tiene una longitud de 1400 metros y está clasificada como monumento histórico.

## El palacio y el cine
El palacio ha servido como decorado para muchas producciones de cine y televisión: 
- Angélique et le Roy (1966).
- Une veuve en or (1969). Últimos 15 minutos.
- Gracias y desgracias de un casado del año II (1971).
- Delirios de grandeza (1971).
- James Bond : Moonraker (1979).
- Valmont (1989).
- La hija de D'Artagnan (1994).
- L'Allée du Roi (1995).
- Ridicule. Nadie está a salvo (1997).
- El hombre de la máscara de hierro (1997).
- Los visitantes regresan por el túnel del tiempo (1998).
- La pasión del rey (2000).
- Vatel (2000).
- El pacto de los lobos (2001).
- Vidocq (2001).
- Julie, chevalier de Maupin (2004).
- Les Aristos (2006).
- María Antonieta (2006).
- Jean De La Fontaine, el desafío (2007).
- Las aventuras amorosas del joven Molière (2007).
- Ce jour-là, tout a changé: L'Évasion de Louis XVI (2009).
- Le Roi, l'Écureuil et la Couleuvre (2009).